# Закон Паскаля
Закон Паскаля формулируется так:

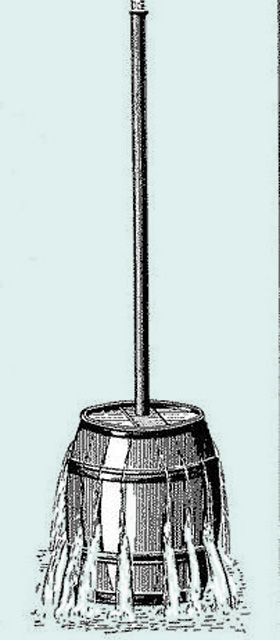
Следствие закона Паскаля

Давление, производимое на жидкость или газ, передается в любую точку без изменений во всех направлениях.

Закон сформулирован французским учёным Блезом Паскалем в 1653 году (опубликован в 1663 году).
Следует обратить внимание на то, что в законе Паскаля речь идет не о давлениях в разных точках, а о возмущениях давления, поэтому закон справедлив и для жидкости в поле силы тяжести.
В случае движущейся несжимаемой жидкости можно условно говорить о справедливости закона Паскаля, ибо добавление произвольной постоянной величины к давлению не меняет вида уравнения движения жидкости (уравнения Эйлера или, если учитывается действие вязкости, уравнения Навье — Стокса), однако в этом случае термин закон Паскаля, как правило, не применяется.
Закон Паскаля является следствием закона сохранения энергии и справедлив и для сжимаемых жидкостей (газов).

## Формула закона Паскаля и его применение
Закон Паскаля описывается формулой давления:
{\displaystyle p={\frac {F}{S}}},
где {\displaystyle p} — это давление,
{\displaystyle F} — приложенная сила,
{\displaystyle S} — площадь поверхности\сосуда.
Из формулы мы видим, что при увеличении силы воздействия при той же площади сосуда давление на его стенки будет увеличиваться. Измеряется давление в ньютонах на метр квадратный или в паскалях (Па), в честь учёного, открывшего закон, Паскаля.
На основе закона Паскаля работают различные гидравлические устройства: тормозные системы, гидравлические прессы и др.